# Кэмерон, Саманта
Сама́нта Гве́ндолин Кэ́мерон, баронесса Кэмерон Чиппинг Нортонская (англ. Samantha Gwendoline Cameron, Baroness Cameron of Chipping Norton), в девичестве — Ше́ффилд (англ. Sheffield; 14 апреля 1971, Сканторп, Северный Линкольншир, Англия, Великобритания) — супруга премьер-министра Великобритании Дэвида Кэмерона, английская бизнесвумен.
Саманта Кэмерон — старшая дочь Сэра Реджинальда Шеффилда, 8-го баронета (ведущего свою родословную от Карла II) и Анабэль Люси Вероники Джонс. Она также является праправнучкой члена парламента от Консервативной партии сэра Беркли Шеффилда и губернатора Багамских островов, Мартиники, Тринидада и Тобаго сэра Беды Эдмунда Гая Клиффорда. Сэр Беда был отцом Патриссии Клиффорд — бабушки Саманты по материнской линии.

## Личная жизнь
С 1 июня 1996 года Саманта замужем за политиком Дэвидом Кэмероном (род. 1966). У супругов было четверо детей: 
- сын Иван Реджинальд Иэн Кэмерон (08.04.2002—25.02.2009; умер от детского церебрального паралича и эпилепсии в 6-летнем возрасте),
- дочь — достопочтенная Нэнси Гвен Беатрис Кэмерон (род. 19.01.2004)
- сын — достопочтенный Артур Элвен Кэмерон (род. 14.02.2006)
- дочь — достопочтенная Флоренс Роуз Энделлион Кэмерон (род. 24.08.2010).

## Разное
17 ноября 2023 года, её супруг, бывший премьер-министр Великобритании и действующий министр иностранных дел Дэвид Кэмерон был возведён в пэрское достоинство и стал пожизненный пэром — бароном Кэмероном Чиппинг Нортонским Саманта, соответственно, стала баронессой Кэмерон Чиппинг Нортонской или леди Кэмерон Чиппинг Нортонская.